# Бедіуць
Бедіуць, Бедіуці (рум. Bădiuți) — село у повіті Ботошані в Румунії. Адміністративно підпорядковане місту Штефенешть.
Село розташоване на відстані 381 км на північ від Бухареста, 40 км на схід від Ботошань, 75 км на північ від Ясс.

## Населення
За даними перепису населення 2002 року у селі проживали 889 осіб.
Національний склад населення села:
| Національність | Кількість осіб | Відсоток |
| -------------- | -------------- | -------- |
| румуни         | 745            | 83,8%    |
| цигани         | 144            | 16,2%    |

Рідною мовою назвали:
| Мова      | Кількість осіб | Відсоток |
| --------- | -------------- | -------- |
| румунська | 745            | 83,8%    |
| циганська | 144            | 16,2%    |